# پاول گری
پاول ددریک گری (به انگلیسی: Paul Dedrick Gray) (زاده: ۸ آوریل ۱۹۷۲ – درگذشت: ۲۴ می ۲۰۱۰) موسیقی‌دان، ترانه‌سرا و نوازنده گیتار بیس گروه هوی متال اسلیپ نات بود. 
همچنین او را با القاب شماره ۲ و خوک نیز می‌شناسند!

## زندگی و حرفه
گری در لس آنجلس کالیفرنیا به دنیا آمد اما در جوانی به همراه خانواده‌اش به دی موین آیووا نقل مکان کردند. او سابقه حضور در باندهایی نظیر Nuclear Blast و Vexx و Body Pit و Inveigh Catharsis را داشته‌است. در ژوئن ۲۰۰۳، گری بهمراه ماشین خود تصادف می‌کند. پس از آنکه پلیس خود را به محل وقوع حادثه می‌رساند و ماشین را جستجو می‌کند، گری به جرم همراه داشتن ماری جوانا، کوکائین، متعلقات مواد مخدر و اطلاعت نکردن از یک سیگنال ترافیک دستگیر می‌شود.
در زمان مرگ وی، او یکی از سه عضو اصلی از گروه اسلیپ نات بوده‌است؛ و کسی که توانست بهمراه دیگر عضو گروه یعنی شاون کراهان (درامر) نقش اصلی خود را در گروه Painface حفظ کند. همچنین او یکی از دو عضو گروه بود که در آیووا متولد نشده بود (دیگری جیم روت بود که در لاس وگاس به دنیا آمد). در سال ۲۰۱۰ گروه اسلیپ نات دیویدی را حاوی اجراهای سال ۲۰۰۹ به رسم یاد بود از پاول گری منتشر کرد.
بیسیست اسبق اسلیپ نات علاوه بر اینها نوازندگی گیتار بیس برای گروه Undia در تور سال ۲۰۰۳ و همچنین همکاری در پروژه آلبوم The All-Star Sessions را داشته‌است.
به عنوان ادای احترام به پاول، جایزه‌ای بعد از او با عنوان «پاول گری: بهترین بیسیست سال» از طرف اسلیپ نات به Nicki Sixx از سیکس: آ.ام و ماتلی کرو تقدیم شد.

## مرگ
در ۲۴ می ۲۰۱۰، روزنامه The Des Moines Register گزارش داد که جسد مردهٔ گری در اتاق ۴۳۱ از هتل TownePlace واقع در جانستون آیووا یافت شده‌است. به گزارش وبسایت TMZ، یکی از مالکان هتل گفته‌است که سوزن تزریقی زیر جلد در کنار تخت گری و همچنین قرص‌هایی (ظاهراً) به صورت پراکنده در اتاق دیده شدند.
او با همسرش برنا زندگی می‌کرد و دختری به نام اکتبر داشت، کسی که بعد از مرگش به دنیا آمد. همچنین پاول دارای برادری با نام تونی بود، کسی که سالهای بسیار است در گروه فعالیت می‌کند.

## پیوند ها
گیتاربیس